# Liste der Gemeinden im Landkreis Landsberg am Lech

Karte des Landkreises Landsberg am Lech

Die Liste der Gemeinden im Landkreis Landsberg am Lech gibt einen Überblick über die 31 kleinsten Verwaltungseinheiten des Landkreises. Die Stadt Landsberg am Lech, die einzige Stadt im Landkreis, ist eine Mittelstadt. Zwei Gemeinden, Dießen a.Ammersee und Kaufering, sind Märkte.
In seiner heutigen Form entstand der Landkreis Landsberg am Lech im Zuge der im Jahr 1972 durchgeführten bayerischen Gebietsreform. Der Landkreis wurde aus dem Landkreis Landsberg am Lech, der kreisfreien Stadt Landsberg am Lech, zwei Gemeinden des Landkreises Fürstenfeldbruck, acht Gemeinden des Landkreises Kaufbeuren und vier Gemeinden des Landkreises Schongau gebildet. Die heutige Gemeindegliederung war im Jahr 1979 abgeschlossen. Bei den Gemeinden ist vermerkt, zu welchem Landkreis der Hauptort der Gemeinde vor der Gebietsreform gehörte. Bei den Teilorten der Gemeinden ist das Jahr vermerkt, in dem diese der Gemeinde beitraten. Bei den Teilorten, die vor der Gebietsreform zu einem anderen Landkreis gehörten als der Hauptort der heutigen Gemeinde, ist auch dieses vermerkt.

## Beschreibung
Weiter gegliedert werden kann der Landkreis in sieben Verwaltungsgemeinschaften (VG):
- VG Fuchstal: mit den Gemeinden Fuchstal und Unterdießen;
- VG Igling: mit den Gemeinden Igling, Hurlach und Obermeitingen;
- VG Prittriching: mit den Gemeinden Prittriching und Scheuring;
- VG Pürgen: mit den Gemeinden Pürgen, Hofstetten und Schwifting;
- VG Reichling: mit den Gemeinden Reichling, Apfeldorf, Kinsau, Rott, Thaining und Vilgertshofen;
- VG Schondorf a.Ammersee: mit den Gemeinden Schondorf a.Ammersee, Eching a.Ammersee und Greifenberg;
- VG Windach: mit den Gemeinden Windach, Eresing und Finning;

Die Stadt Landsberg am Lech ist wie die Märkte Dießen a.Ammersee und Kaufering und die Gemeinden Denklingen, Egling a.d.Paar, Geltendorf, Penzing, Utting a.Ammersee und Weil nicht Mitglied einer Verwaltungsgemeinschaft.
Der Landkreis hat eine Gesamtfläche von 804,49 km2. Die größte Fläche innerhalb des Landkreises hat der Markt Dießen a.Ammersee mit 82,64 km2. Es folgen die Stadt Landsberg am Lech mit 57,89 km2 und die Gemeinden Denklingen mit 56,76 km2 und Weil mit 44,48 km2. Drei Gemeinden haben eine Fläche die größer ist als 30 km2, neun eine Fläche von über 20 km2, zehn eine Fläche von über 10 km2 und fünf Gemeinden sind kleiner als 10 km2. Die kleinsten Flächen haben die Gemeinden Greifenberg mit 8,21 km2, Schondorf a.Ammersee mit 6,56 km2 und Eching a.Ammersee mit 6,15 km2. Der Ammersee, der als gemeindefreies Gebiet zum Landkreis gehört, hat eine Fläche von 47,42 km2.
Den größten Anteil an der Bevölkerung des Landkreises von 124.311 Einwohnern hat die Große Kreisstadt Landsberg am Lech mit 29.739 Einwohnern, gefolgt von den beiden Märkten Dießen a.Ammersee mit 10.596 Einwohnern und Kaufering mit 10.508 Einwohnern. Jeweils eine Gemeinde hat über 5.000 beziehungsweise über 4.000 Einwohner und jeweils sechs Gemeinden haben über 3.000 beziehungsweise über 2.000 Bewohner. Zwölf Gemeinden haben über und zwei haben unter 1.000 Einwohner. Die drei von der Einwohnerzahl her kleinsten Gemeinden sind Kinsau mit 1050 Einwohnern, Thaining mit 1103 und Schwifting mit 1027 Einwohnern.
Der gesamte Landkreis Landsberg am Lech hat eine Bevölkerungsdichte von 155 Einwohnern pro km2. Die größte Bevölkerungsdichte innerhalb des Kreises haben die Gemeinde Schondorf a.Ammersee mit 631 Einwohnern pro km2, der Markt Kaufering mit 594 und die Stadt Landsberg am Lech mit 514. Drei Gemeinden haben eine Bevölkerungsdichte von über 200. Weitere elf haben eine Bevölkerungsdichte von über 100. Von diesen haben sieben eine geringere Bevölkerungsdichte als der Landkreisdurchschnitt von 155. In den restlichen vierzehn Gemeinden liegt die unter 100. Die am dünnsten besiedelten Gemeinden sind Finning mit 85, Reichling mit 74 und Denklingen mit 52 Einwohnern pro km2.

## Legende
- Gemeinde: Name der Gemeinde beziehungsweise Stadt und Angabe, zu welchem Landkreis der namensgebende Ort der Gemeinde vor der Gebietsreform gehörte
- Teilorte: Aufgezählt werden die ehemals selbständigen Gemeinden der Verwaltungseinheit. Dazu ist das Jahr der Eingemeindung angegeben. Bei den Teilorten, die vor der Gebietsreform zu einem anderen Landkreis gehörten als der Hauptort der heutigen Gemeinde, ist auch dieses vermerkt.
- VG: Zeigt die Zugehörigkeit zu einer der Verwaltungsgemeinschaften
- Wappen: Wappen der Gemeinde beziehungsweise Stadt
- Karte: Zeigt die Lage der Gemeinde beziehungsweise Stadt im Landkreis
- Fläche: Fläche der Stadt beziehungsweise Gemeinde, angegeben in Quadratkilometer
- Einwohner: Zahl der Menschen die in der Gemeinde beziehungsweise Stadt leben (Stand: 31. Dezember 2023[1])
- EW-Dichte: Angegeben ist die Einwohnerdichte, gerechnet auf die Fläche der Verwaltungseinheit, angegeben in Einwohner pro km2 (Stand: 31. Dezember 2023[2])
- Höhe: Höhe der namensgebenden Ortschaft beziehungsweise Stadt in Meter über Normalnull[3]
- Bild: Bild aus der jeweiligen Gemeinde beziehungsweise Stadt

## Gemeinden
| Gemeinde                                                                                  | Teilorte | VG                      | Wappen                                   | Karte                                                                         | Fläche | Einwohner | EW- Dichte | Höhe | Bild |
| ----------------------------------------------------------------------------------------- | --- | ----------------------- | ---------------------------------------- | ----------------------------------------------------------------------------- | ------ | --------- | ---------- | ---- | --- |
| Landkreis Landsberg am Lech                                                               | |                         | Wappen des Landkreises Landsberg am Lech | Lage des Landkreises Landsberg am Lech in Bayern                              | 804,49 | 124,311   | 155        |      | Venus von Epfach (heute in der Prähistorischen Staatssammlung, München) – Epfach (Abodiacum) war zu Römerzeiten ein wichtiger Handelsort an der Lechbrücke der Römerstraße von Salzburg nach Kempten und Bregenz, die in unmittelbarer Nähe die Via Claudia (Augsburg-Verona) kreuzte |
| Apfeldorf (gehörte vor der Gebietsreform zum Landkreis Schongau)                          | Apfeldorf | VG Reichling            | Wappen der Gemeinde Apfeldorf            | Lage der Gemeinde Apfeldorf im Landkreis Landsberg am Lech                    | 12,31  | 1.254     | 102        | 658  | Ortsansicht von Apfeldorf |
| Denklingen (gehörte vor der Gebietsreform zum Landkreis Kaufbeuren)                       | Denklingen Dienhausen Epfach (gehörte vor der Gebietsreform zum Landkreis Schongau) |                         | Wappen der Gemeinde Denklingen           | Lage der Gemeinde Denklingen im Landkreis Landsberg am Lech                   | 56,76  | 2.934     | 52         | 685  | Mariensäule in Denklingen · Windkraftanlagen bei dem Weiler Menhofen |
| Dießen a.Ammersee (Markt) (gehörte vor der Gebietsreform zum Landkreis Landsberg am Lech) | Dießen a.Ammersee Dettenhofen Dettenschwang (1972) Obermühlhausen Rieden a.Ammersee (1978) |                         | Wappen des Marktes Dießen a.Ammersee     | Lage des Marktes Dießen a.Ammersee im Landkreis Landsberg am Lech             | 82,64  | 10,596    | 128        | 544  | Kloster Dießen, aus: Historico-topographica descriptio Bavariae, 1701–1726 · Marienmünster Dießen vom See aus gesehen |
| Eching a.Ammersee (gehörte vor der Gebietsreform zum Landkreis Landsberg am Lech)         | Eching a.Ammersee | VG Schondorf a.Ammersee | Wappen der Gemeinde Eching a.Ammersee    | Lage der Gemeinde Eching a.Ammersee im Landkreis Landsberg am Lech            | 6,15   | 1.700     | 276        | 541  | Eching am Ammersee, Pfarrkirche St. Peter und Paul |
| Egling a.d.Paar (gehörte vor der Gebietsreform zum Landkreis Landsberg am Lech)           | Egling a.d.Paar Heinrichshofen |                         | Wappen der Gemeinde Egling a.d.Paar      | Egling a. d. Paar im Landkreis Landsberg am Lech                              | 20,77  | 2.451     | 118        | 552  | Egling – Pfarrkirche St. Vitus |
| Eresing (gehörte vor der Gebietsreform zum Landkreis Landsberg am Lech)                   | Eresing | VG Windach              | Wappen der Gemeinde Eresing              | Lage der Gemeinde Eresing im Landkreis Landsberg am Lech                      | 14,22  | 2.043     | 144        | 596  | Erzabtei St. Ottilien |
| Finning (gehörte vor der Gebietsreform zum Landkreis Landsberg am Lech)                   | Oberfinning Unterfinning Entraching (Zusammenschluss 1971) | VG Windach              | Wappen der Gemeinde Finning              | Lage der Gemeinde Finning im Landkreis Landsberg am Lech                      | 23,33  | 1.986     | 85         | 632  | Frühmittelalterliche Wallanlage zwischen Unterfinning und Windach (Die Vorburg von Nordosten) |
| Fuchstal (gehörte vor der Gebietsreform zum Landkreis Kaufbeuren)                         | Asch Leeder (Markt) Seestall (Zusammenschluss 1972) | VG Fuchstal             | Wappen der Gemeinde Fuchstal             | Lage der Gemeinde Fuchstal im Landkreis Landsberg am Lech                     | 39,73  | 4.230     | 106        | 659  | Rathaus der Gemeinde in Leeder |
| Geltendorf (gehörte vor der Gebietsreform zum Landkreis Fürstenfeldbruck)                 | Geltendorf Hausen b.Geltendorf Kaltenberg (gehörte vor der Gebietsreform zum Landkreis Landsberg am Lech) Walleshausen (gehörte vor der Gebietsreform zum Landkreis Landsberg am Lech) |                         | Wappen der Gemeinde Geltendorf           | Lage der Gemeinde Geltendorf im Landkreis Landsberg am Lech                   | 34,81  | 6.005     | 173        | 602  | Schloss Kaltenberg · Ritter am Kaltenberger Ritterturnier |
| Greifenberg (gehörte vor der Gebietsreform zum Landkreis Landsberg am Lech)               | Greifenberg Beuern (1978) | VG Schondorf a.Ammersee | Wappen der Gemeinde Greifenberg          | Lage der Gemeinde Greifenberg im Landkreis Landsberg am Lech                  | 8,21   | 2.250     | 274        | 582  | Greifenberg – Beuern – Kirche |
| Hofstetten (gehörte vor der Gebietsreform zum Landkreis Landsberg am Lech)                | Hofstetten Hagenheim (1972) | VG Pürgen               | Wappen der Gemeinde Hofstetten           | Lage der Gemeinde Hofstetten im Landkreis Landsberg am Lech                   | 17,02  | 1.932     | 114        | 674  | Hofstetten – Landsberger Str. |
| Hurlach (gehörte vor der Gebietsreform zum Landkreis Landsberg am Lech)                   | Hurlach | VG Igling               | Wappen der Gemeinde Hurlach              | Lage der Gemeinde Hurlach im Landkreis Landsberg am Lech                      | 17,15  | 2.049     | 119        | 584  | Schloss Hurlach |
| Igling (gehörte vor der Gebietsreform zum Landkreis Landsberg am Lech)                    | Oberigling Unterigling (Zusammenschluss 1971) Holzhausen b.Buchloe (1978) | VG Igling               | Wappen der Gemeinde Igling               | Lage der Gemeinde Igling im Landkreis Landsberg am Lech                       | 26,37  | 2.583     | 98         | 594  | Schloss Igling |
| Kaufering (Markt) (gehörte vor der Gebietsreform zum Landkreis Landsberg am Lech)         | Kaufering |                         | Wappen des Marktes Kaufering             | Lage des Marktes Kaufering im Landkreis Landsberg am Lech                     | 17,7   | 10,508    | 594        | 606  | Lechinsel bei Kaufering |
| Kinsau (gehörte vor der Gebietsreform zum Landkreis Schongau)                             | Kinsau | VG Reichling            | Wappen der Gemeinde Kinsau               | Lage der Gemeinde Kinsau im Landkreis Landsberg am Lech                       | 11,44  | 1.050     | 92         | 664  | Ortsansicht von Kinsau |
| Landsberg am Lech (Große Kreisstadt) (war vor der Gebietsreform eine kreisfreie Stadt)    | Landsberg am Lech Ellighofen (1972 nach Erpfting; gehörte vor der Gebietsreform zum Landkreis Kaufbeuren) Erpfting (1978; gehörte vor der Gebietsreform zum Landkreis Landsberg am Lech) Pitzling (1972; gehörte vor der Gebietsreform zum Landkreis Landsberg am Lech) Reisch (1972; gehörte vor der Gebietsreform zum Landkreis Landsberg am Lech) |                         | Wappen der Stadt Landsberg am Lech       | Lage der Stadt Landsberg am Lech im Landkreis Landsberg am Lech               | 57,89  | 29,739    | 514        | 587  | Landsberg am Lech · Bayertor in Landsberg am Lech |
| Obermeitingen (gehörte vor der Gebietsreform zum Landkreis Landsberg am Lech)             | Obermeitingen | VG Igling               | Wappen der Gemeinde Obermeitingen        | Lage der Gemeinde Obermeitingen im Landkreis Landsberg am Lech                | 9,93   | 1.781     | 179        | 575  | Pfarrkirche St. Mauritius in Obermeitingen |
| Penzing (gehörte vor der Gebietsreform zum Landkreis Landsberg am Lech)                   | Penzing Epfenhausen Oberbergen Ramsach Untermühlhausen |                         | Wappen der Gemeinde Penzing              | Lage der Gemeinde Penzing im Landkreis Landsberg am Lech                      | 33,79  | 4.305     | 127        | 609  | Penzing von Osten |
| Prittriching (gehörte vor der Gebietsreform zum Landkreis Landsberg am Lech)              | Prittriching Winkl (1971) | VG Prittriching         | Wappen der Gemeinde Prittriching         | Lage der Gemeinde Prittriching im Landkreis Landsberg am Lech                 | 25,37  | 2.672     | 105        | 536  | Prittriching – Kirche und Torturm der Friedhofsbefestigung |
| Pürgen (gehörte vor der Gebietsreform zum Landkreis Landsberg am Lech)                    | Pürgen Lengenfeld (1972) Stoffen (1972) Ummendorf (1972) | VG Pürgen               | Wappen der Gemeinde Pürgen               | Lage der Gemeinde Pürgen im Landkreis Landsberg am Lech                       | 21,99  | 3.661     | 166        | 648  | Keltengräber südöstlich von Pürgen |
| Reichling (gehörte vor der Gebietsreform zum Landkreis Schongau)                          | Reichling Ludenhausen (1978; gehörte vor der Gebietsreform zum Landkreis Landsberg am Lech) | VG Reichling            | Wappen der Gemeinde Reichling            | Lage der Gemeinde Reichling im Landkreis Landsberg am Lech                    | 23,27  | 1.711     | 74         | 737  | Ortsansicht von Reichling |
| Rott (gehörte vor der Gebietsreform zum Landkreis Landsberg am Lech)                      | Rott | VG Reichling            | Wappen der Gemeinde Rott                 | Lage der Gemeinde Rott im Landkreis Landsberg am Lech                         | 19,73  | 1.763     | 89         | 702  | Rott, Pfarrkirche St. Johannes |
| Scheuring (gehörte vor der Gebietsreform zum Landkreis Landsberg am Lech)                 | Scheuring | VG Prittriching         | Wappen der Gemeinde Scheuring            | Lage der Gemeinde Scheuring im Landkreis Landsberg am Lech                    | 21,35  | 1.967     | 92         | 564  | Ruine der Burgkapelle mit dem Bergfried |
| Schondorf a.Ammersee (gehörte vor der Gebietsreform zum Landkreis Landsberg am Lech)      | Oberschondorf Unterschondorf (Zusammenschluss 1970) | VG Schondorf a.Ammersee | Wappen der Gemeinde Schondorf a.Ammersee | Lage der Gemeinde Schondorf a.Ammersee im Landkreis Landsberg am Lech         | 6,56   | 4.137     | 631        | 568  | Schondorf am Ammersee mit der romanischen Kirche St. Jakobus |
| Schwifting (gehörte vor der Gebietsreform zum Landkreis Landsberg am Lech)                | Schwifting | VG Pürgen               | Wappen der Gemeinde Schwifting           | Lage der Gemeinde Schwifting im Landkreis Landsberg am Lech                   | 11,45  | 1.027     | 90         | 632  | Schwifting von Süden |
| Thaining (gehörte vor der Gebietsreform zum Landkreis Landsberg am Lech)                  | Thaining | VG Reichling            | Wappen der Gemeinde Thaining             | Lage der Gemeinde Thaining im Landkreis Landsberg am Lech                     | 8,7    | 1.103     | 127        | 688  | Thaining, Ortsansicht |
| Unterdießen (gehörte vor der Gebietsreform zum Landkreis Kaufbeuren)                      | Unterdießen Oberdießen (1972) | VG Fuchstal             | Wappen der Gemeinde Unterdießen          | Lage der Gemeinde Unterdießen im Landkreis Landsberg am Lech                  | 12,79  | 1.488     | 116        | 645  | Schloss Freyberg inUnterdiessen |
| Utting a.Ammersee (gehörte vor der Gebietsreform zum Landkreis Landsberg am Lech)         | Utting a.Ammersee Achselschwang |                         | Wappen der Gemeinde Utting a.Ammersee    | Lage der Gemeinde Utting a.Ammersee im Landkreis Landsberg am Lech            | 19,03  | 4.725     | 248        | 553  | Blick über Utting am Ammersee |
| Vilgertshofen (gehörte vor der Gebietsreform zum Landkreis)                               | Issing Mundraching Pflugdorf Stadl (Zusammenschluss von Pflugdorf und Stadl: 1969; Issing und Mundraching kamen 1972 dazu; (der namensgebende Wallfahrtsort Vilgertshofen gehörte vor der Gebietsreform zur Gemeinde Stadl)) | VG Reichling            | Wappen der Gemeinde Vilgertshofen        | Lage der Gemeinde Vilgertshofen im Landkreis Landsberg am Lech                | 27,14  | 2.769     | 102        | 714  | Brunnendenkmal in Stadl |
| Weil (gehörte vor der Gebietsreform zum Landkreis Landsberg am Lech)                      | Weil Beuerbach (1972) Geretshausen (1972) Pestenacker (1972) Petzenhausen (1972) Schwabhausen bei Landsberg (1972) |                         | Wappen der Gemeinde Weil                 | Lage der Gemeinde Weil im Landkreis Landsberg am Lech                         | 44,48  | 4.018     | 90         | 587  | Petzenhausen von Osten |
| Windach (gehörte vor der Gebietsreform zum Landkreis Landsberg am Lech)                   | Windach Hechenwang Schöffelding | VG Windach              | Wappen der Gemeinde Windach              | Lage der Gemeinde Windach im Landkreis Landsberg am Lech                      | 24,85  | 3.874     | 156        | 599  | Hochaltar der Kirche St. Martin im Ortsteil Hechenwang |
| Gemeindefreie Gebiete                                                                     | Ammersee (47,42 km2) |                         |                                          | Lage des Ammersees (ein gemeindefreies Gebiet) im Landkreis Landsberg am Lech | 47,42  |           |            |      | Raddampfer „Diessen“ auf dem Ammersee |